# 吉田倬也
吉田 倬也（よしだ たくや、1933年 - ）は、日本の経営者。元伊藤忠商事副社長。元JSAT（日本サテライトシテムズ）代表取締役社長。和歌山県出身。和歌山大学経済学部卒業。

## 経歴
- 1933年 和歌山県に生まれる。
- 1956年 和歌山大学経済学部卒業
- 1956年 伊藤忠商事入社
- 1960年 シンガポール駐在（3年間)
- 1972年 ギリシャ Hellenic Steel Companyに社長として出向
- 1980年 伊藤忠商事株式会社 鉄鋼貿易第一部長
- 1982年 同社鉄鋼貿易本部 本部長
- 1985年 取締役就任 その後、常務・専務を歴任
- 1994年 伊藤忠商事副社長に就任
- 1996年 JSAT（日本サテライトシテムズ）代表取締役社長に就任
- 2003年 JSAT代表取締役社長を退任